# Ельвін Ельбрус огли Агаєв
Эльвін Ельбрус огли Агаєв  (азерб. Elvin Elbrus oğlu Ağayev) — азербайджанський учений, політолог, науковий співробітник Незалежного Міжнародного Політичного Дослідного Центру.

## Біографія
Эльвін Агаєв народився 11 липня 1987 року в місті Баку. Там же закінчив середню освіту. У 2004 році він почав свою вищу освіту на факультеті Загальної Економіки Азербайджанського державного економічного університету і закінчив в 2008 році. Агаєв переїхав до Туреччини, після отримання вищої освіти в Азербайджані отримав ступінь магістра в галузі політології та міжнародних відносин в інституті соціальних наук Стамбульського університету Айдин.
Стаття «Історична походження та сучасний стан російсько-сирійських відносин» опублікована Ельвіном Агаєвим і Філіз Катман в 2012 році була опублікована у міжнародному політологічному журналі і також використовувалася міжнародними авторами.
Крім того, наукова стаття Агаєва «Від минулого до теперішнього часу відносини між Німеччиною і Туреччиною» була опублікована на міжнародній науковій конференції в Штутгарті, Німеччини.
Інша стаття, під назвою «Аналіз і витоки „арабської весни“ в Лівії», опублікована Ельвіном Агаєвим, була опублікована в журналі «European Researcher» — міжнародному рецензованому журналі і був процитований міжнародними авторами з Гарварду, Оксфорда та інших університетів.
Агаєв також є одним з рецензентів «Political Research Quarterly» — міжнародного рецензованого політологічного журналу, що видається Університетом Юта і Західної політологічної асоціацією, розташованій в США.
Він є членом кількох професійних організацій, у тому числі "International Political Science Association (IPSA), «European Political Science Association» (EPSA), «EuroScience», «World Association of Young Scientists» (WAYS), і «World Federation of Scientists».
Агаєв працює дослідником з 2013 року в різних політичних областях в «міжнародному Незалежному центрі політичних досліджень» (аналітичний центр, розташований у Вашингтоні).
Він володіє англійською, російською, турецькою та арабською мовами.

## Інтерв'ю
- https://www.huffpost.com/entry/putins-world-the-future-of-the-russian-and-syrian_b_5987d653e4b0f2c7d93f571c Huffington Post